# 陈仪婷
陈仪婷（英語：Jeralyn Tan Yee Ting；1989年2月1日—）是新加坡硬地滚球运动员。
陈仪婷曾参加2024年夏季残疾人奥林匹克运动会，并晋级至女子硬地滚球BC1级决赛。

## 早年生活及教育
陈氏八岁时入读新加坡脑瘫联盟（Cerebral Palsy Alliance Singapore, CPAS）学校，2002年以硬地滚球为课外活动。2003年，她参加了全国残疾人运动会。

## 滚球生涯
陈氏最初为BC2级运动员，独立参加有关赛事。2008年，陈氏参加在泰国举办的东盟残疾人运动会，获得铜牌。
尽管略有成绩，她仍在BC2级项目举步维艰，屡战屡败。2015年，陈氏分级调整为BC1级，配备一名助手 。2016年，曾为BC3级运动员杜思宁（Toh Sze Ning）任坡道助理的尤妮塔·奥马尔（Yurnita Omar）调到BC1级，与陈氏一起工作。
2020年，陈氏开始代表新加坡参赛。2021年，陈氏在世界硬地滚球亚洲大洋洲地区锦标赛取胜。翌年又得到两个硬地滚球世界杯冠军。
2024年，陈氏在加拿大蒙特利尔举办的硬地滚球世界杯再获冠军，但在7月，她在葡萄牙硬地滚球世界杯四分之一决赛遭淘汰。
2024年夏残奥会，陈氏获得银牌，其世界排名达到第二，亚洲排名达到第一。有鉴于此，陈氏在10月15日举办的新加坡国家残疾人奥林匹克理事会运动员成就奖颁奖典礼上获得30万新加坡元奖金。
迄2024年11月，陈仪婷在女子硬地滚球BC1级项目的排名达到第一。